# توريلو (كاستل سان جورجيو)
توريلو (بالإيطالية: Torello)‏ هي قرية إيطالية، وواحدة من إحدى عشر قرية صغيرة (فراتسيوني) من بلدية كاستل سان جورجيو، في مقاطعة سلرنو بمنطقة كمبانية.